# Maria Larsen
Maria Lydia Larsen, född 7 augusti 1872 i Stockholm, död 28 juli 1953 i Göteborg, var en svensk bibliotekarie och kvinnosaksaktivist.

## Uppväxt och utbildning
Larsen föddes 1872 i en medelklassfamilj i Stockholm i en syskonskara på fyra. Fadern, Christian Larsen, var av danskt ursprung och företagare inom tobaksindustrin. Han dog då Maria Larsen var tio år gammal. Modern Bertha Hildegard Larsen, född Brandt, som hade en borgerlig svensk bakgrund, blev lämnad kvar utan tillgångar. Maria Larsen fick gå ut flickskolan men trots att hon önskat studera vidare började hon hjälpa sin mor med försörjningen genom att ta enklare arbeten, bland annat som kontorsbiträde. Hon öppnade 1898 ett kommersiellt lånebibliotek och tidningskontor på Fleminggatan 7 i Stockholm. Redan året därpå gick hon dock i konkurs. Efter det misslyckandet arbetade hon åter en tid på kontor, men flyttade 1902 till Göteborg och började där ett nytt yrkesliv.
Under sin tonårstid skaffade sig Maria Larsen en bred bildning genom offentliga föredrag och deltagande i kurser vid Arbetarföreningen och Stockholms arbetareinstitut. Hon fick då en utbildning med en naturvetenskaplig grundsyn och genom Ellen Keys föredrag öppnades även skönlitteraturens värld för henne. Hon fick personlig kontakt med Key som hon beundrade intensivt och vars livstro hon kom att omfatta.

## Yrkesliv
Det var troligtvis genom Keys kontakter med överbibliotekarien vid Göteborgs stadsbibliotek, Lars Wåhlin, som Maria Larsen 1902 fick anställning som föreståndare för ett nytt bibliotek i Redbergslid. Det öppnade samtidigt med ett i Majorna och dessa var Sveriges två första folkbiblioteksfilialer. Wåhlin valde att anställa kvinnor som internutbildades för verksamheten. Det kom att innebära låga löner och en underordnad ställning för de kvinnor som arbetade för att sprida böcker och bildning till arbetarklassen i början av 1900-talet.
År 1905 utnämndes Maria Larsen till föreståndare för Dicksonska folkbiblioteket. Med det följde många uppgifter, där hon särskilt engagerade sig i bokurvalet och lade ner en stor tid på att läsa och personligen bedöma den litteratur som skulle inköpas. Hon skrev flera artiklar i bibliotekstekniska frågor i Folkbiblioteksbladet där Göteborgsbiblioteken lyftes fram som föredömen. Efter Wåhlins pensionering mötte hon motgångar och blev åsidosatt då nya makthavare och utbildade bibliotekarier tog över bibliotekssfären.
Vid sidan av sitt yrkesarbete publicerade Maria Larsen författarporträtt och recensioner i pressen, bland annat i Ny Tid, Göteborgs Handels- och Sjöfarts-Tidning, Brand, Fram och Morgonbris. I skriften Matriarkatet: en ny äktenskapsform (1933) framförde hon idén om modern som den primära familjebildaren.

## Social aktivism
Maria Larsen engagerade sig i den Socialdemokratiska kvinnoklubben i Göteborg och hon var en av fyra kvinnor som tog initiativ till Göteborgs Kvinnliga Diskussionsklubb som bildades 1911. Där samlades kvinnor med olika åsikter för samtal och debatt. Larsen var radikal och ville ta tydlig ställning – något som inte var möjligt inom den opolitiska bildningsföreningen. Tillsammans med Hilda Carling startade hon 1908 Göteborgs folkbildningshem. Det var bland annat en studieresa till Toynbee Hall i Londons East End som inspirerade till denna samlingsplats för föredrag och diskussioner men även för musik och nöjen. Carlings barnverksamhet var särskilt populär.
Larsen hade, sedan hon fått en egen bostad i Göteborg, sin moder boende hos sig till 1925 då denna avled. Hon hade flera viktiga relationer till andra kvinnor och då relationen till Hilda Carling avslutades tog hon 1915 en fosterdotter, Margit, till sig. Efter Ellen Keys död 1926 hittade Larsen en ny förtrogen i den modernistiska författaren Anna Lenah Elgström som tillhörde den vänsterintellektuella Stockholmseliten.
På 1920-talet skaffade Maria Larsen en sommarstuga i Kållered där hon tillbringade mycket tid efter pensioneringen 1934. Projektet att skriva en biografi om Ellen Key sysselsatte henne länge, men någon bok publicerades aldrig. Ett manuskript i tre delar finns dock bevarat på Kungliga biblioteket i Stockholm.
Maria Larsen dog 1953 i Göteborg, där hon är begravd på Östra kyrkogården.